# 2007年のJリーグ ディビジョン1
- 日本プロサッカーリーグ  > Jリーグ ディビジョン1 > 2007年のJリーグ ディビジョン1
- 2007年のスポーツ  >  2007年のサッカー  >  2007年のJリーグ  > 2007年のJリーグ ディビジョン1

この項目では、2007年シーズンのJリーグ ディビジョン1（J1）について述べる。

## 2007年シーズンのJ1のクラブ
2007年シーズンのJ1のクラブは以下の18チームである。このうち横浜FC、柏レイソル、ヴィッセル神戸が前シーズンのJ2からの昇格クラブである。
| チーム名               | 監督                     | 所在 都道府県 | ホームスタジアム                                 | 前年成績 |
| ---------------------- | ------------------------ | ------------- | ------------------------------------------------ | -------- |
| 鹿島アントラーズ       | オズワルド・オリヴェイラ | 茨城県        | 県立カシマサッカースタジアム                     | J1 6位   |
| 浦和レッズ             | ホルガー・オジェック     | 埼玉県        | 埼玉スタジアム2002 さいたま市浦和駒場スタジアム  | J1 優勝  |
| 大宮アルディージャ     | ロバート                 | 埼玉県        | NACK5スタジアム大宮 さいたま市浦和駒場スタジアム | J1 12位  |
| ジェフユナイテッド千葉 | アマル・オシム           | 千葉県        | 市原臨海競技場 フクダ電子アリーナ                | J1 11位  |
| 柏レイソル             | 石崎信弘                 | 千葉県        | 日立柏サッカー場                                 | J2 2位   |
| FC東京                 | 原博実                   | 東京都        | 味の素スタジアム                                 | J1 13位  |
| 川崎フロンターレ       | 関塚隆                   | 神奈川県      | 等々力陸上競技場                                 | J1 2位   |
| 横浜F・マリノス        | 早野宏史                 | 神奈川県      | 日産スタジアム 三ツ沢公園球技場                  | J1 9位   |
| 横浜FC                 | 高木琢也                 | 神奈川県      | 三ツ沢公園球技場                                 | J2 優勝  |
| ヴァンフォーレ甲府     | 大木武                   | 山梨県        | 山梨県小瀬スポーツ公園陸上競技場                 | J1 15位  |
| アルビレックス新潟     | 鈴木淳                   | 新潟県        | 東北電力ビッグスワンスタジアム 新潟市陸上競技場  | J1 14位  |
| 清水エスパルス         | 長谷川健太               | 静岡県        | 日本平スタジアム                                 | J1 4位   |
| ジュビロ磐田           | アジウソン               | 静岡県        | ヤマハスタジアム（磐田）                         | J1 5位   |
| 名古屋グランパスエイト | フェルフォーセン         | 愛知県        | 名古屋市瑞穂陸上競技場                           | J1 7位   |
| ガンバ大阪             | 西野朗                   | 大阪府        | 万博記念競技場                                   | J1 3位   |
| ヴィッセル神戸         | 松田浩                   | 大阪府        | ホームズスタジアム神戸                           | J2 3位   |
| サンフレッチェ広島     | ペトロヴィッチ           | 広島県        | 広島ビッグアーチ                                 | J1 10位  |
| 大分トリニータ         | シャムスカ               | 大分県        | 九州石油ドーム                                   | J1 8位   |

### 監督交代
特記なき場合、監督代行はトップチームのヘッドコーチが務めている。
| チーム名           | 前監督     | 退任日  | 監督代行 | 新監督           | 就任日  | 備考                     |
| ------------------ | ---------- | ------- | -------- | ---------------- | ------- | ------------------------ |
| 大宮アルディージャ | ロバート   | 8月7日  | -        | 佐久間悟         | 8月7日  | 強化・育成部長からの異動 |
| 横浜FC             | 高木琢也   | 8月28日 | -        | ジュリオ・レアル | 8月28日 | 外部より招聘             |
| ジュビロ磐田       | アジウソン | 9月2日  | -        | 内山篤           | 9月2日  | コーチから昇格           |

## レギュレーションの変更点
なし

## 2007年シーズンのJ1のスケジュール
開幕戦は3月3日に7試合、翌4日に残りの2試合が行われた。6月30日の第18節をもってアジアカップによる中断期間に入った。8月11日の第19節からリーグ戦が再開され、12月1日に最終戦が行われた。この前後でも国際Aマッチデーと合致した中断期間が断続的に挟まれている。

## リーグ概要
2007年J1最終節も参照
序盤は名古屋が4連勝とスタートダッシュに成功し首位に立つものの、その後は失速していく。代わりにG大阪が圧倒的な攻撃力を武器に勝ちを積み重ね、1位で中断期間に入った。
この年J1に昇格し、三浦知良、久保竜彦など抜群の知名度を誇る選手が多数在籍する横浜FCは、第2節で横浜FMとの横浜ダービーで勝利を収めたものの、久保が怪我で多くの試合を欠場したこともあり、その後は勝ちはおろか引き分けすらほとんどないという状態に陥ってしまい、17位とは勝ち点差6の18位で中断期間に突入した。
再開後は、G大阪との直接対決を制した浦和が首位に立つ。また、一時は15位にまで順位が落ちた鹿島も以前の中心選手小笠原満男がイタリアのクラブから復帰すると状態を持ち直し優勝争いに参戦、優勝は浦和、G大阪、鹿島、清水に絞られた。浦和はその後も勝ちを積み重ね首位を独走し、第30節の時点で優勝の可能性が出てくる。
しかし、そこから一転、ACLの疲れからかチーム状態が一気に下降する（特にACLで優勝した後の4試合は引き分けか負けのみで、勝ち点3が1度も取れなかった）。一方の鹿島は、一時は優勝は不可能とまでささやかれるようになるも、第26節から第32節まで怒涛の7連勝で2位に浮上、33節の浦和との直接対決も制したことでその勝ち点差はとうとう「1」となった。しかし、最終節の浦和の相手はJリーグ史上最速でJ2降格（昨年も京都が最下位でJ2降格となり2年連続で前年J2優勝で昇格したチームが翌年最下位でJ2降格となった）など、多くの不名誉な記録を樹立してしまった最下位横浜FCであったことで、アウェー戦とはいえ浦和の優勝は確実とまで言われた。ところが、いざ始まってみると緊張と疲労のためか、いつも通りのプレーができず、逆にキングこと三浦知良のスルーパスから最後はMF根占真伍に決められ先制点を与えてしまう。浦和は怒涛の攻めで何回も決定機を作るも、横浜FCのゴールキーパー菅野孝憲を中心としたディフェンス陣に全て阻まれ0-1で敗戦。一方の鹿島は、清水に3-0で勝利。この結果、鹿島が最終節が終了した時点で初めて首位に立つという奇跡の逆転劇で6年ぶり5度目のリーグ優勝を果たし、通算10冠目となるタイトルを獲得した。ちなみにこの結果横浜FCはチーム総得点19得点でシーズンを終えたが、これは徳島ヴォルティスが2014年シーズンにチーム総得点16得点を記録するまでJ1ワースト記録だった。
なお、鹿島は3位以上が確定した32節の時点で2008年のACL出場権を得ていた（浦和は前回王者枠、G大阪は天皇杯枠で出場するため、先の2チームを除くJリーグ最上位チームが出場できた）が、結果はおこぼれでなく正真正銘のリーグ王者として出場権を得ることとなった。一方で、本来であれば開催国枠により出場が見込まれていたFIFAクラブワールドカップ2007は、AFCチャンピオンズリーグ2007において浦和が優勝したため「1カ国から複数クラブの出場はできない」とする大会規定により、浦和がACL枠でクラブW杯出場となり、鹿島は出場できなかった。
下位では、先述の横浜FCのほか、大木武監督の指向するパスサッカーが話題となった甲府はG大阪に移籍したFWバレーの穴を最後まで埋められず降格。相手は奇しくも2年前のJ1昇格を決めた入れ替え戦の対戦相手だった柏、試合会場も日立柏サッカー場と同じだった。広島はユース世代からの選手育成が奏効しA代表を含む年代別代表に多数選手を送り出したが、中断期間中のチーム作りに彼らを欠いたという面ではこれがマイナスに働いた。リーグ再開後、2トップのウェズレイ・佐藤寿人が封じられ、特に佐藤は第19節から11試合無得点と大スランプに陥った。守備も安定せず（リーグ最多失点）大型連敗の末に入れ替え戦に回り、2戦合計で京都に敗れて2度目のJ2降格が決定した。この3チームと残留を競った大宮・大分は、中断期間中に大型補強を敢行し、何とか残留した。イビチャ・オシム前監督の後を受けたアマル・オシム監督の千葉、原博実監督の標榜する攻撃サッカーの実現がかなわなかったFC東京も下位に沈み、シーズン終了後それぞれの監督は解任された。
昇格組のうち、柏と神戸は前評判が高くなかった上に開幕前の注目度も低かったにもかかわらず、善戦してそれぞれ8位・10位の成績を収めた。柏は磐田に4-0、神戸は横浜FMに4-1など、序盤から強豪クラブに圧勝する事があった。その他、それまでは下位や中位の常連だった新潟が6位というJ1昇格以降最高順位を記録するなど、下馬評を覆す結果を残している。
大宮はさいたま市大宮公園サッカー場の改修に伴う暫定処置で10月までさいたま市駒場スタジアムに本拠地を移転したが、11月以後大宮（NACK5スタジアム大宮）へ復帰した。その他、命名権関連で、新潟スタジアム（ビッグスワン）は「東北電力ビッグスワンスタジアム」に、神戸ウイングスタジアムは「ホームズスタジアム神戸」にそれぞれ名称を変更している。

## 順位表
| 順 | チーム                 | 試 | 勝 | 分 | 敗 | 得 | 失 | 差  | 点 | 出場権または降格                      |
| -- | ---------------------- | -- | -- | -- | -- | -- | -- | --- | -- | ------------------------------------- |
| 1  | 鹿島アントラーズ (C)   | 34 | 22 | 6  | 6  | 60 | 36 | +24 | 72 | ACL2008グループステージの出場権を獲得 |
| 2  | 浦和レッズ             | 34 | 20 | 10 | 4  | 55 | 28 | +27 | 70 |                                       |
| 3  | ガンバ大阪             | 34 | 19 | 10 | 5  | 71 | 37 | +34 | 67 |                                       |
| 4  | 清水エスパルス         | 34 | 18 | 7  | 9  | 53 | 36 | +17 | 61 |                                       |
| 5  | 川崎フロンターレ       | 34 | 14 | 12 | 8  | 66 | 48 | +18 | 54 |                                       |
| 6  | アルビレックス新潟     | 34 | 15 | 6  | 13 | 48 | 47 | +1  | 51 |                                       |
| 7  | 横浜F・マリノス        | 34 | 14 | 8  | 12 | 54 | 35 | +19 | 50 |                                       |
| 8  | 柏レイソル             | 34 | 14 | 8  | 12 | 43 | 36 | +7  | 50 |                                       |
| 9  | ジュビロ磐田           | 34 | 15 | 4  | 15 | 54 | 55 | −1  | 49 |                                       |
| 10 | ヴィッセル神戸         | 34 | 13 | 8  | 13 | 58 | 48 | +10 | 47 |                                       |
| 11 | 名古屋グランパスエイト | 34 | 13 | 6  | 15 | 43 | 45 | −2  | 45 |                                       |
| 12 | FC東京                 | 34 | 14 | 3  | 17 | 49 | 58 | −9  | 45 |                                       |
| 13 | ジェフユナイテッド千葉 | 34 | 12 | 6  | 16 | 51 | 56 | −5  | 42 |                                       |
| 14 | 大分トリニータ         | 34 | 12 | 5  | 17 | 42 | 60 | −18 | 41 |                                       |
| 15 | 大宮アルディージャ     | 34 | 8  | 11 | 15 | 24 | 40 | −16 | 35 |                                       |
| 16 | サンフレッチェ広島 (R) | 34 | 8  | 8  | 18 | 44 | 71 | −27 | 32 | J1・J2入れ替え戦 2007へ出場           |
| 17 | ヴァンフォーレ甲府 (R) | 34 | 7  | 6  | 21 | 33 | 65 | −32 | 27 | J2 2008へ降格                         |
| 18 | 横浜FC (R)             | 34 | 4  | 4  | 26 | 19 | 66 | −47 | 16 | J2 2008へ降格                         |

最終更新は2007年12月1日の試合終了時
出典: J. League Data Site
順位の決定基準: 1. 勝点; 2. 得失点差; 3. 得点数.

## 得点ランキング
| 順位 | 選手                         | 得点 |
| ---- | ---------------------------- | ---- |
| 1    | ジュニーニョ（川崎）         | 22   |
| 2    | バレー（G大阪）              | 20   |
| 3    | エジミウソン（新潟）         | 19   |
| 4    | ウェズレイ（広島）           | 17   |
| 5    | ワシントン（浦和）           | 16   |
| 6    | レアンドロ（神戸）           | 15   |
| 7    | 大島秀夫（横浜FM）           | 14   |
| 7    | 大久保嘉人（神戸）           | 14   |
| 7    | マルキーニョス（鹿島）       | 14   |
| 10   | フローデ・ヨンセン（名古屋） | 13   |
| 10   | チョ・ジェジン（清水）       | 13   |